# Aïn Sekhouna
Aïn Sekhouna è un comune dell'Algeria, situato nella provincia di Saida.